# Anisodes paragloria
Anisodes paragloria là một loài bướm đêm trong họ Geometridae.